# Stadio San Nicola
Stadion San Nicola er et stadion i den italienske by, Bari. Det er et stadion med flere anvendelsesmuligheder, men bliver dog hovedsageligt brugt til fodbold og er hjemmebane for klubben AS Bari. Der er 58.270 siddepladser på stadionet. Der er ingen ståpladser.
Stadionet blev bygget til VM 1990 og lagde også græs til fem opgør ved slutrunden. Derudover har stadionet lagt græstæppe til finalen i Europacuppen for mesterhold i 1991.
San Nicola er tegnet af arkitekten Renzo Piano. Designet er tænkt som en blomst, og mellem sektionerne på de øverste tribuner er der åbne rum, der giver strukturen et let og luftigt udtryk.  Stadion er sjældent fyldt, men ved oprykningskampe, og når Bari er i Serie A, er der set over 50.000 tilskuere.